# Северная Корона
Се́верная Коро́на (лат. Corona Borealis, CrB) — небольшое созвездие северного полушария. Главные звёзды созвездия образуют полукруглый венец. Арабы называли эту группу звёзд аль-Факка, «разорванное», видя в ней незамкнутое кольцо. Самая яркая звезда — Гемма, или Альфекка, α Северной Короны. В созвездии расположена переменная звезда R Северной Короны, являющаяся прототипом целого класса переменных звёзд, а также T Северной Короны («Полыхающая звезда»), являющаяся одной из немногих известных повторных новых.

## История

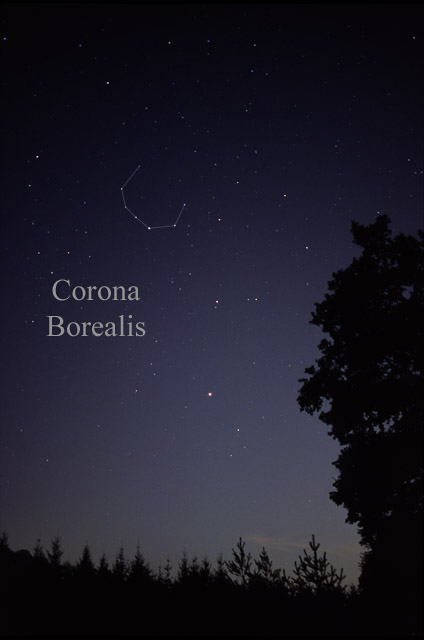
Созвездие Северной Короны на ночном небе

Древнее созвездие. Изначально называлась просто Корона или Венец, до выделения созвездия Южная Корона. В греческой мифологии созвездие Корона — это венец Ариадны работы Гефеста, который помог Тесею выйти из критского Лабиринта, освещая ему путь, или который Дионис подарил Ариадне при своём к ней сватовстве на острове Наксос. «Ариꙗдьнинъ вѣньць» применительно к небесному объекту, видимо, созвездию Северной Короны, в русской письменности упоминается в рукописи XI века, изданной А. Будиловичем под названием «XIII слов Григория Богослова в древнеславянском переводе…».
Включено в каталог звёздного неба Клавдия Птолемея «Альмагест».
Корона Фирмиана (лат. Corona Firmiana Vulgo Septemtrionalis) — такое название было предложено Томасом Корбинианусом для созвездия Северная Корона. Томас Корбинианус, монах-бенедиктинец из Зальцбурга, издал в 1730 году атлас «Mercurii philosophici firmamentum firmianum», ставший художественным сокровищем уранографии и замечательный прежде всего изображениями созвездий, выполненными в барочном стиле.
В этом атласе Корбинианус опубликовал созвездие «Корона Фирмиана», названное так в честь его патрона, архиепископа зальцбургского Леопольда фон Фирмиана. Обезличенный вариант названия того же созвездия — Сердце Зальцбурга. Инициатива Корбиниануса не нашла поддержки у астрономов, и название было забыто.

## Условия наблюдения
Видно на всей территории России. Лучшие условия наблюдения — июнь.

## В культуре
Созвездие упоминается в рассказе Г. Ф. Лавкрафта «Гипнос»